# Кејтлин Тод
Кејтлин "Кејт" Тод (енгл. Caitlin "Kate" Todd) измишљени је лик у америчкој драмској телевизијској серији Морнарички истражитељи канала ЦБС коју тумачи Саша Александер. Појавила се у 49 епизода серије. Александерова је дебитовала у серији у првој епизоди „Одобрење највишег степена” пре него што је напустила главну глумачку поставу у завршници друге сезоне „Сумрак”. Александерова је била потписана као специјална гошћа за своје наступе у епизодама 3. сезоне „Убиј Арија (1. део)“ и „Убиј Арија (2. део)“, а појавила се и у гласовној улози у епизоди „Човек уђе у кафану“ у 8. сезони. Након тога, Александерова се појавила на фотографијама, у бљесковима из прошлости, архивским снимцима и снимцима насталим помоћу рачунарски генерисаних слика. Њено најновије појављивање било је кроз архивске снимке у „Два корака уназад (2. део)” (15. сезона).

## Избор глумице
Након пробних епизода „Ледена краљица (1. део)” и „Отапање (2. део)” у серији Војни адвокати, лик Кејт је створен да замени лик Вивијан Блекедер (Робин Лајвли) за коју је Доналд П. Белисарио сматрао да је "превише мека". Александерова приписује заслуге председници ЦБС-а Лес Мунвс за избор за улогу, наводећи да је „управо завршила снимање неколико других серија за ЦБС и рекла је: 'дођи да снимамо ову серију'“.

## Одлазак
Доналд П. Белисарио је изјавио да је Александерова напустила серију због недостатка издржљивости и исцрпљујућег распореда снимања, наводећи да је „ово први пут да је [Саша] била у серији више од годину дана“. Колега из главне поставе Мајкл Ведерли је приметио да није био обавештен до фебруара 2005. и да је открио да ће Кејтлин бити убијена тек када је „видео типа за специјалне ефекте како причвршћује пакет крви на [Сашину] косу“. Александерова није жалила што је напустила серију „из милион разлога о којима никада нисам говорила... из милион разлога које не могу“. Након Кејтлинине смрти, обожаваоци су „преплавили интернет табле са гневним објавама усмереним на Белисарија“ док је Белисарио најавио да ће Александерову замена бити „нови женски главни лик [...], сасвим другачији од конзервативне агенткиње Тод. 'Европљанка или аустралијанка која је веома пријатна са својом сексуалном женственошћу“. Чилеанска глумица Коте де Пабло касније је изабрана за официрку израелског Мосада Зиву Давид да замени преминулу Тодову.

## Лична позадина
Кејтлин је рођена у Индијани и била је најмлађа од петоро деце, има три брата (које је називала „практично психотичним“) и старију сестру (представљену као Рејчел Кренстон у 14. епизоди 8. сезоне „Човек улази у кафану...“) и била је католкиња. Такође је поменула да има рођаку по имену Морин Ингалс.
Пре него што је дошла у МЗИС, Кејт је похађала факултет од 1993. до 1994. године, прво је студирала право, али је одустала након једне године. Осећала се као да је провела "10 година у затвору". Године 1994. победила је на такмичењу Мис мокре мајице током свог пролећног одмора на Панаградској плажи на Флориди. Ентони "Тони" Динозо је ову фотографију искористио као извор забаве и могуће уцене у „Теорији завере“. Неко време након факултета, запослила се Тајној служби Сједињених Држава и на крају је додељена председниковом обезбеђењу у Ер Форсу Један. Гледајући свој посао као веома захтеван, није имала времена да упозна некога ван посла па је започела романтичну везу са војником који је додељен као носилац председничког „Нуклеарног фудбала“ Тимотијем Керијем, чиме је прекршила правила тајне службе која забрањују везе међу колегама. Кејт је упознала Гибсову екипу као посебна агенткиња Тајне службе Сједињених Држава која је додељена одељењу за заштиту председника на Ер Форсу Један.

## Приче
Током „одобрења највишег степена“, Кејт даје отказ Тајној служби пре него што су јој га претпостављени дали због непоштовања правила братимљења. Посебни агент МЗИС-а Лерој Џетро Гибс скоро одмах регрутује Тодову и додељује је својој екипи, упарујући је са Ентонијем Динозом. Убрзо постаје кључни члан Гибсове екипе за решавање тешких случајева (ЕРТС-а) са седиштем у седишту МЗИС-а у Вашингтону. Тодова је постала посвећена профилисткиња екипе и правила је психолошке профиле осумњичених који су под истрагом. Прво је била затечена очигледним непоштовањем правила од стране МЗИС-а и понекад је протестовала, али је схватила да занемари смернице како би добила кључне податке. У епизоди „Слаба карика“, на пример, она предлаже да хакују у поверљиву базу података. Остале Тодине вештине укључују анализу фалсификованих новчаница и обезбеђивање које је стекла током свог времена као агенткиња ТССД-а. За разлику од Гибса, изгледа да се Кејт емоционално везује за жртве као што се види у епизодама „Бесмртни“ и „Жива закопана“ током које се спријатељила са НН женом (Шерилин Фен) која пати од губитка памћења пошто је била жива закопана. Касније се, међутим, открило да је НН жена заправо све време обмањивала Тодову и да је касније убила себе и свог љубавника. Слично томе, Тодова је имао прилику да убије Арија када је провалио у обдукцијску лабораторију МЗИС-а у „Бабароги“ и пуцао Џералду у раме, али је открио да она то није у стању да уради. Гибс ју је касније осудио због тога.
Њен став је био у великој супротности са Динозовим понашањем, а они су се по навици препирали око питања приватности и личних граница: током прве две сезоне, Тодова је била главна мета Диноззовог њушкања, а овај је редовно бунарио по њеној торбици, мобилном телефону, ЛДА-у и десктоп рачунару, што ју није разбеснело. Динозо је чак копао кроз Кејтино смеће да открије где је доручковала, на њену велику жалост у „Дупло“. Док је Тодова то сматрала нечувеним и неприхватљивим, Динозо је то чинио само за своју личну забаву. Насупрот томе, Динозо је такође био мета бројних подсмеха и редовних задиркивања од стране Тодове. У „Сведоку“ је откривено да је Кејт имала фобију од одласка код зубара, али је на крају то превазишла захваљујући томе што јој је Тони дао број хипнотизера.
Као надарена цртачица, она је скицирала тачан лик осумњиченог у епизоди „Убијени војник“. Током исте епизоде, показало се да је нацртала карикатуре екипе, од којих су неке приказивале Диноза како жели згодну девојку и борензичарку МЗИС-а Еби Шуто као слепог миша. Такође је нацртала једну скицу Гибса, али је успела да узме свој блок за цртање од Диноза пре него што га је открио. У трећој сезони, када се Зива Давид придружила екипи са пуним радним временом и узела Тодин сто, Гибсу је поклонила Тодин блок за цртање. У њему су били цртежи сваког члана екипе, па и Гибса. Мекги је касније пронашао једну од Кејтиних скица у свом столу током тринаесте сезоне.
Осим што је била одлична у цртању, Тодова је, као и Еби, била веома вешта у коришћењу личног дигиталног асистента или ЛДА-а. Кејтин први ЛДА је уништен током вежбања на стрелишту на почетку епизоде из 1. сезоне „Убијени војник“ пошто га је Гибс залепио на њену мету да би је приморао да прецизно пуца. Морао је бити одбачен јер гаранција није покривала штету узроковану мецима. Касније је виђена како користи могућу замену у епизоди 1. сезоне „Шпијунско око“ и увек је виђена са једном на разним местима злочина, обично дајући Гибсу и екипи податке. Упркос томе што је виђена како пише ствари десном руком, Тодова је виђена како левом руком рукује рачунарским мишем, што указује да је можда оборука. Такође је рекла Гибсу и Динозу током „Шпијунског ока“ да је, упркос томе што је била дешњакиња, играла је голф леворуком, али је махала палицом и бацала лоптице десном.

### Смрт
Тодова је убијена на крају друге сезоне у епизоди  „Сумрак“ пошто су екипа и она успешно очистили складиште у коме се налазила позната терористичка ћелија. Пошто ју је службено ослободио обезбеђења које јој је доделио Том Мороу, Кејт је упуцао у главу снајпериста и двоструки агент Мосада Ари Хасвари.
У „Убити Арија (2. део)“, откривено је да је циљао и убио Кејт само зато што је желео да нанесе Гибсу бол (чак и користећи Браво 51 надимак "Кејт"). Током замишљене расправе са др. Доналдом „Дакијем“ Малардом у мртвачници, Тодова, која је убијена у претходној епизоди, објаснила је да она није успела да убије Арија јер га је погледала у очи и да је у њима било нечег љубазног. Такође је изразила жаљење што није убила Арија када је имала прилику јер није заслужила да умре. У потрази за осветом, Гибс је започео потеру за Аријем кога је на крају убила његова полусестра и официрка Мосадов Зива Давид. Кејтина сахрана се одржала у Индијани током „Убити Арија (2. део)“. Она је сахрањена уз цивилне почасти пошто је постхумно одликована Председничким орденом слободе по налогу Гибса и директорке Џенифер Шепард.

### Наслеђе
Кејт је остала значајан део универзума МЗИС-а у годинама након Александрине последње епизоде („Убити Арија (2. део)“). У „Умним играма“ (С0303), на пример, Динозо каже посебном агенту Тимотију Мекгију да пита Тодову да ли имају штитнике за колена или не пре него што се сетио да је мртва, а осумњичени Кајл Бун користио Тодину смрт у покушају да застраши Гибса.У „Приправнику” (С03Е10), Мекги наводи да за разлику од Тодове није имао претходног искуства у примени закона пре него што се пријавио као посебни агент МЗИС-а док је у „Мамцу” (С03Е18) студент тинејџер држао своје другове из разреда као таоце у учионици претећи им бомбама причвршћеним за себе. Гибс и његова екипа стигли су на лице места, али нису могли да добију аудио и видео снимак ситуације у учионици. Гибс је себе довео у опасност нудећи се као талац. Док је Динозо преузео контролу над екипом, дечак је захтевао да његова мајка буде доведена у учионицу до заласка сунца, али је екипа открила да је она мртва већ годину дана. Динозо је дао до знања Гибсу рекавши студенту да је посебна агенткиња Кејтлин Тод тражи његову мајку. Један војник је питао како би Гибс знао да је дечакова мајка умрла. Динозо је одговорио: "Посебна агенткиња Тод је мртва". У епизоди „Јаз (2. део)“ (С03Е24) Када је Гибс изгубио памћење Зива га подсећа на Тодино убиство и на то да је она убила Арија пре него што га је ухватила за руку и њоме се ударила по потиљку.
Током четврте сезоне, Гибс је случајно назвао Зиву „Кејт“ пошто се вратио у МЗИС након привременог пензионисања. Тодову укратко помиње и др. Малард у „Алији“ (С06Е25). Током „Истина или последице“ (С07Е01), Тони наводи да је трећа чланица Гибсове екипе преминула, а у последње четири године то место држи Зива Дејвид. У „Убијеном родољубу“ (С07Е23), након убиства ГПА Ларе Мејси, Тони се распитује ко је убио "још једну агенткињу МЗИС-а", позивајући се на Кејтину смрт. Кејтина сестра др. Рејчел Кренстон представљена је током „Човек улази у кафану“ (С08Е14) у којој је спроводила обавезну психолошку процену ЕИТС-а. Међу бљесковима из прошлости у виду архивских снимака, алтернативних снимака и обрисаних сцена су и снимак из епизоде 2. сезоне „Око за око“ који су коришћени за илустровање сећања Гибса, Диноза, Шутове, др. Маларда, Мекгија и Рејчел док се сећају своје преминуле пријатељице односно сестре. Сцена у којој Рејчел спава за Тодиним бивше столом одражава сличну сцену са Тодовом у „Сумраку“. На крају епизоде, Рејчел у сузама помиње да је тим био „бољи од [Рејчел] у отпуштању“, откривајући њену потребу за затварањем. Гибс је затим одводи у свој подрум, показујући Рејчел где је Зива убила Арија, помажући јој да пронађе мир. Саша Александар је снимила гласовне снимке за ову епизоду. Касније, у епизоди „Природа звери (5. део)“ (С09Е01) неколико пута се спомиње Кејт док је Рејчел Кренстон помињана као "сестра докторке Кејт".
Током „Живота пред његовим очима“ (С09Е14), приказана је варијанта Кејт из алтернативног универзума у којој је Ари никада није убио, она је још увек агенткиња МЗИС-а, удата је за Диноза и имају ћеркицу по имену Кели. Њен сто красе слике ње и њеног супруга док њено преживљавање значи да је Зива још увек страна држављанка. У „Нервном слому“ (С09Е16), Кејт је помињана када се њена сестра вратила у МЗИС, а у „Боље пази“ (С10Е10), откриено је да је Тони назвао своју златну рибицу по Кејт. Златна рибица је истакнута до епизоде тринаесте сезоне „Породица на првом месту” и играла је значајну улогу у „Вискију, тангу, фокстроту” (С11Е01) када је Динозо разговарао са Кејт у вези са Зивиним одсуством.
У „Провери храбрости“ (С11Е09), Еби наводи да је Бишопова одличан уметница, али није „као Кејт добра“. Касније је причала Бишоповој причу о Кејтиној смрти како би је припремила за вест о смрти сопственог ортака. У „Кућном реду“ (С12Е10), када је Мекги објашњавао Гибсова правила, сцене са Кејт су биле истакнуте, а у епизоди „Провера (3. део)“ (С12Е11), Дајен Стерлинг је убијена на начин који одражава Кејтину смрт како би се Гибсу нанео значајан бол. Кејтин „дух“ је гледао на Дорнегетову погребну поворку поред Шепардове, Кесидијеве, Паћија, Френкса и самог Дорнегета у епизоди „Изгубљени дечаци (2. део)“ (С12Е23). Током „Нишана“ (С13Е18), приказана је карикатура Мекгија коју је нацртала Кејт, а када је Кејтин ортак Динозо да отказ у „Породици на првом месту“ (С13Е24), фотографија њих двоје се види међу његовим личним стварима. Фотографија за Кејтину легитимацију и њена значка приказани су на спомен зиду док је Гибс жалио Зиву.

## Односи

### Лерој Џетро Гибс
Иако су били у великим сукобима након првог сусрета у „Одобрењу највишег степена“, Тодова је имала сјајан однос са Гибсом. Гибс је одмах увидео њен потенцијал као посебне агенткиње и ангажовао ју је одмах пошто је дала отказ Тајној служби. Упркос тешким почецима током којих је Тодова замерала Гибсу на грубости и непристојним манирима (као што је спуштање слушалице), она је веома поштовала Гибса и добро је сарађивала са њим. Он је био њен ментор и веровао је да је она сјајан агент. У „У тајности“, Гибс је повео Тодову са собом на нападну подморницу америчке морнарице класе Лос Анђелес, иако се жене сматрају "проблематичним" у подморницама. Да би повео Тодову са собом, Гибс није оклевао да се расправља са командантом Норфолшке подескадриле.
Задржавајући своју склоност да зна „све о свакоме“, Гибс је знао шта представља тетоважа Тодове на леђима и очигледно је био први који је препознао др. Рејчел Кренстон као Тодину сестру у „Човек улази у кафану...“.
Суочен са Тодином смрћу, потресен и осветољубиви Гибс се нашао преплављен кривицом и, као и остали протагонисти, почео је да има привиђења о њој. Његова прва привиђења Тодове окривиле су га за њену смрт и љутито захтевале да зна зашто је она убијена уместо њега, чак указујући да Гибс треба да изврши самоубиство. Међутим, пошто је осветио њену смрт тако што је убио Арија, имао је још једно привиђење ње на њеној сахрани у којој му се чинило да му је опростила, осмехујући се и у шали му говорећи „Касниш ми на сахрану, Гибсе“.

### Ентони Динозо
Тодин однос са колегом Тонијем Динозом могао би се назвати односом љубави и мржње јер су се обично свађали на различитим нивоима зрелости. Њих двоје су се стално такмичили, како током тренинга тако и током истрага. Тодова је често била критична према Динозовом понашању, посебно у погледу његовог става према женама и његовог непоштовања личних граница. И заиста, Динозо је рутински копао по Тодиној торбици, мобилном телефону, ЛПД-у и десктоп рачунару, откривајући личне податке као што су идентитети мушкараца са којима се састајала. У једној епизоди, Динозо се ушуњао без ње у купатило док се туширала како би му опрала зубе, што ју је разбеснело када га је приметила. Међутим, није било неуобичајено да је Динозо био задиркиван и исмеван од стране Тодовепоготово пошто је пољубио пољубио осумњичену жену која је, што он није знао, била трансродна. Њихова свађа је постала толико лоша у епизоди „Поп живот“ да су затражили савет од др. Маларда.
Упркос томе што она не воли Тонијеву навику да крши њену приватност, они се слажу на послу, а Тони јој често објашњава војни жаргон. Такође су се „удружили“ против Мекгија када је дошао у екипу тако што су му дозволили да ради неке од свакодневнијих послова. У епизоди 2. сезоне „Провала“ преварили су Мекгија да попије Гибсову кафу, што је добро познати табу. У многим приликама, Динозо је био пажљив, љубазан, па чак и гранично романтичан према Тодовој. Купио јој је цвеће као мировну понуду пошто ју је изнервирао у епизоди „Нестао“. Неколико пута је показао забринутост за њу, па и на крају епизоде „Жива закопана“ када је схватио да ју је глумила жртва и у „Бабароги“ када ју је Ари држао као таоца. У епизоди „Гробљу костију“, Динозо је био готово посесиван према Тодовој када је Мекги изнео идеју да се претвара да је Тодин љубавник да би ушао у клинику за очинство да фотографише доказе за Шутову, рекавши да ће то учинити уместо Мекгија. Касније у истој епизоди, рекао је Тодовој да мисли да су били добар пар, на шта је она одговорила "Можда за шоу Џерија Спрингера". У епизоди „Црна вода“, био је малтене љубоморан када је Тодова прихватила састанак који му је понудио брат жртве. Током догађаја у „Мом другом левом стопалу“, Динозо је био опседнут идејом да Тодова има тетоважу и тражио је да зна где током целе епизоде. У додацима који се виде на ДВД 2. сезоне, продуценти су изјавили да је намењено да постоји веза између ова два лика. Када се Динозо представљао као криминалац у епизоди „Везани“, Тодова је показала велику забринутост за његову безбедност. У епизоди „Запечаћено пољупцем“, пошто је утврђено да није заражена, Тодова је остала Динозом, лажући га о свом стању иако је знала да је ризик од заразе и даље неизбежан. Како се очигледно спремао да умре, Тодова је била схрвана и почела је да плаче. Динозо је на крају преживео, на њено велико олакшање.
Стојећи са Гибсом и Тодовом када је убијена, Динозо је био јако потресен и њена смрт је озбиљно утицала на њега, што га је, уз друге догађаје, учинило да „одрасте“ током наредних сезона. Као што је приказано у епизодама „Убити Арија (1. део) и „Убити Арија (2. део)“, Динозо се борио са тугом, што је кулминирало сценом у којој он и Мекги тугују над Тодиним телом у сали за обдукцију др. Маларда. На крају се помирио са њеном смрћу након њене сахране.
Након Тодине смрти, као и остали ликови, и Динозо је такође имао привиђење њен после смрти. Типично за Динозову шовинистичку личност, Тодова се појавила у католичкој ђачкој униформи о којој се распитивао у епизоди „Бикини зона“. Пошто му је рекла да је одувек знала шта мисли, схватила је да носи униформу и брзо га је изгрдила, рекавши "Тони, управо сам умрла, а ти имаш сексуалну фантазију?" на шта је он одговорио: "Шта могу кад сам понекад те замишљао голу", а она је одговорила вриском у шоку неколико секунди пре него што се Зива Давид први пут појавила. Ова "сексуална фантазија" приказана је пошто је Динозо понудио да се врати на кишу и пронађе метак који је убио Тодову и узнемирио се када је Мекги побољшао одговор који је рекао Гибсу. У епизоди 8. сезоне „Човек улази у кафану“, Тоина сестра Рејчел је указала Динозу да је Тодова била „тврда према [њему] јер је знала за шта је [он] заиста способан“.
У 200. епизоди „ Живот пред очима“, један од неколико сценарија алтернативне стварности приказује Кејт која је преживела, удала се за Диноза и има дете са њим.

### Доналд "Даки" Малард
У „Одобрење највишег степена“, др. Малард је био први члан МЗИС-а који се слагао са Тодовом. Њих двоје су се веома свидели једно другом и искрено су бринули једно о другом, као што се видело у неколико епизода, међу којима су епизоде „Будница“ и „Слагалица од меса“.
У последњем, Гибс је доделио Тодову Маларду као обезбеђење када му је живот угрозио злочинац. Као и са другим члановима екипе, и Даки би обично звао Тодову пуним именом Кејтлин, баш као што је то чинио и њен будући убица Ари Хасвари.
Тодина смрт била је тежак ударац за Маларда који никоме није дозволио да изврши обдукцију над њом. Међутим, пре него што је почео, имао је привиђење да му тело говори, изјављујући да осећа да не заслужује да умре. У епизоди 8. сезоне „Човек улази у кафану“, Малард је имао бљесак из прошлости на то привиђење док је разговарао са др. Рејчел Кренстон.

### Еби Шуто
Као и код др. Маларда, Тодова и Шутова су се врло брзо уклопиле, а на крају су постале и блиске пријатељице. Често би заједно правиле планове, на пример да проведу викенд заједно у бањи.
Такође, као што је виђено током епизоде „Слаба карика“, Еби је виђена како разговара са Кејт и тражи савет о њеном односу са Мекгијем пошто је он признао Еби да му се свиђа, остављајући је несигурном како да одговори на коментар.
Наравно, она је била једна од најдубље погођених Тодином смрћу, али се прибрала пошто ју је развеселила обдукцијско, готичарско привиђење Тодове. Касније је пустила џез музичку плочу на Тодиној сахрани, као део свог наслеђа у Новом Орлеансу. Ипак, остала је погођена дуго након сахране и у почетку је била у сукобу са новорегрутованом Зивом Давид, како због тога што је заузела Тодино место, тако и због њене повезаности са Тодиним убицом Аријем Хасваријем. Нешто касније, међутим, закопале су ратне секире и постале најбоље пријатељице.
У епизоди „Убијени војник“ откривено је да је Тодова нацртала неколико карикатура својих колега, међу којима и Шутову као вампирку. Тодова је почела да се извињава, рекавши да на цртежу нема ништа лоше, да би је прекинула пресрећна Шутова која је питала да ли може да га окачи на зид своје лабораторије. Када је Кејт умрла, Еби је користила цртеж као подсетник о својој најбољој пријатељици Кејт. Касније би зурила у то док је плакала након Тодине смрти у „Убиј Арија (1. део)“.

### Тимоти Мекги
Када је Мекги уведен у „На пучини“, Тодова је протестовала због Динозове очигледне злоупотребе овлашћења када је наредио Мекгију да остане на месту злочина док неко други не дође да га замени. Тодова и Мекги су били партнери веома кратко током епизоде „Незапечаћено“ током које јој је притекао у помоћ када ју је везао бивши МВК-овац.
Током друге сезоне, Динозо и Тодова би се понекад удружили против Мекгија да би га задиркивали, али Тодова генерално није одобравала Динозове шале и зезање Мекгија. После убиства сведока под Мекгијевим надзором, Тодова је прва покушала да га утеши.
Након Тодине смрти, као и ожалошћен остатак екипе, и Мекги је морао да се носи са губитком пријатељице и као Динозо би маштао о њој. Касније је Мекги приказан ожалошћен са Динозом због Тодине смрти.